# Hilbert-féle illeszkedési tér
A Hilbert-féle illeszkedési tér a matematika geometria nevű ágában alapvető eszköz az euklideszi geometria felépítésében: olyan matematikai struktúra, mely a geometria Hilbert-axiómarendszerének az ún. illeszkedés nevű relációra vonatkozó előírásait, az illeszkedési axiómákat foglalja össze.

## Illeszkedési terek
Megjegyzés. Az illeszkedési axiómák nemcsak a Hilbert-féle, hanem sok alternatív axiómarendszerben is szerepelnek, mégpedig ugyanabban a formában, ahogy Hilbertnél, főképp, ha céljuk a hagyományos, euklideszi geometria felépítése. Ugyanakkor a projektív geometria illeszkedési viszonyait magába foglaló projektív illeszkedési terek például másféle illeszkedési axiómákat fogalmaznak meg. Illeszkedési tér bármely {\displaystyle \left(P,{\mathcal {E}},{\mathcal {S}}\right)} hármas, ahol P tetszőleges halmaz (a pontok) halmaza, {\displaystyle {\mathcal {E}}} és {\displaystyle {\mathcal {S}}} pedig P részhalmazainak egy-egy halmaza, azaz P hatványhalmazának egy-egy eleme, az egyenes ill. a síkok halmazai.
Az illeszkedés relációja: ha a P pont eleme az e egyenesnek, avagy az α síknak; vagy ha az e egyenes részhalmaza az α síknak, akkor azt is mondjuk, hogy a P pont illeszkedik az e egyenesre, avagy az α síkra, illetve hogy az e egyenes illeszkedik az α síkra.
A közös egyenesben lévő pontokat kollineárisnak, a közös síkban lévőket komplanárisnak mondjuk. A pontokat latin nagybetűkkel (A, B, …, Z), az egyeneseket latin kisbetűkkel (a, b,…, z), a síkokat görög kisbetűkkel (α, β, …, ω) szokás jelölni.

### Hilbert-féle illeszkedési axiómák
A {\displaystyle {\mathfrak {H}}:=\left(P,{\mathcal {E}},{\mathcal {S}}\right)} illeszkedési teret Hilbert-féle illeszkedési térnek nevezzük, ha teljesülnek a következő előírások (illeszkedési axiómák):
1. (H1) Bármely egyenesnek eleme legalább két pont.
2. (H2) Két (különböző) ponthoz egy és csak egyenes található, amely őket tartalmazza.
3. (H3) Bármely síknak eleme legalább három pont.
4. (H4) Három, nem egy egyenesbe eső (nem kollineáris) ponthoz egy és csak egy sík található, amely őket tartalmazza.
5. (H5) Ha egy egyenesnek két közös pontja van egy síkkal, akkor az egyenes részhalmaza a síknak. (másképp: Ha egy sík tartalmaz két pontot, akkor tartalmazza mindegyik, a pontokat tartalmazó egyenest is).
6. (H6) Ha két síknak van közös pontja, akkor van még egy közös pontjuk is.
7. (H7) Létezik legalább négy pont, amelyek nem kollineárisak, és nem is komplanárisak.

## Egyenesek és síkok
A H1-2 axiómákat élőszóban a következőképp is össze szokás foglalni:
A H3-4 axiómákat pedig a következőképp:
Valóban, legyen A,B∈P két különböző pont. Ekkor A-hoz és B-hez egyértelműen található egy olyan egyenes H2 szerint, amely ezekre illeszkedik. Ha meg e∈P egy egyenes, akkor H2 szerint van két különböző pontja. Tehát minden pontpár azonosítható pontosan egy egyenessel, és minden egyenes legalább egy pontpárral.
Hasonlóan, minden ponthármas azonosítható egy síkkal, és minden sík legalább egy ponthármassal.
Ezen észrevételek jogosítanak fel a következő definíciókra:
Legyen A,B két különböző pont. Ekkor az általuk meghatározott (rájuk illeszkedő) egyenest <A,B>-vel jelöljük.
Legyen A,B,C három különböző pont. Ekkor az általuk meghatározott (rájuk illeszkedő) síkot <A,B,C>-vel jelöljük.

## Hilbert-féle illeszkedési tételek
A Hilbert-féle illeszkedési axiómák alapján kizárólag logikai úton (más ismeret, szemlélet felhasználása nélkül) levezethetőek az olyan egyszerűbb állítások, mint pl.:
1. Két egyenes legfeljebb egy pontban metszi egymást.
2. Két metsző (közös ponttal rendelkező) sík egyetlen egyenesben metszi egymást.
3. Ha egy egyenes és egy sík metszik egymást, akkor az egyenes vagy illeszkedik a síkra (metszetük ez az egyenes), vagy metszetük egyetlen pont (a döféspont, az utóbbi esetben az egyenest és a síkot döfő viszonyúnak is nevezzük).
4. Egy egyeneshez és egy hozzá nem illeszkedő ponthoz pontosan egy sík illeszkedik.
5. Ha két különböző egyenesnek van közös pontja, akkor egy és csak egy sík illeszkedik hozzájuk.

## Izomorfia
Két (Hilbert-féle) illeszkedési teret izomorfnak nevezünk, ha tartóhalmazaik (a pontok halmaza) közt létezik olyan bijektív leképezés, amelyre teljesül, hogy az egyik tér bármely három (nem feltétlenül különböző) pontját véve, ha létezik a valamelyik kettő által meghatározott egyenes és a harmadik pont erre illeszkedik, akkor a megfelelő képpontokra is igaz, hogy a két pont képei által meghatározott egyenes is létezik, és rá illeszkedik a harmadik pont képe.
Megjegyzés: ez a definíció összhangban van az illeszkedési terekre általánosan definiált izomorfia definíciójával. Általános feltétel az, hogy létezzen a pontok, az egyenesek és síkok halmazain három, ezek elemeit párba állító, azaz bijektíven egymáshoz rendelő függvény. Ha csak annyit követelünk meg, hogy létezzen a pontokat párba állító bijektív φ: P→P' függvény, akkor Hilbert-féle illeszkedési terek esetében ebből már definiálható az egyeneseket és a síkokat is párba állító ε és σ függvény a következőképp: legyen ε(<A,B>)=<φ(A),φ(B)> és σ(<A,B,C>)=<φ(A),φ(B),φ(C)>, a H1,2 és H3,4 axiómák alapján a megfelelő egyenesekre és síkokra egyszerre igaz, hogy egyértelműen léteznek vagy sem; és a fentebbi bekezdés definíciója szerint ezek illeszkedéstartóak, hisz φ is az; és ezt követeltük meg az általánosabb definícióban is.

## Példák
Amikor egy konkrét matematikai struktúrát konstruálunk mint a Hilbert-illeszkedési tér példáját, akkor „példa” helyett logikai szaknyelven, „modell”-ről is beszélünk.

### A minimális modell
Álljon P négy elemből/pontból, legyen P = {A,B,C,D} és legyenek az egyenesek épp a P-ből képezhető rendezetlen pontpárok; a síkok pedig a P rendezetlen ponthármasai, azaz legyen {\displaystyle {\mathcal {E}}:=\left\{\ \{A,B\},\{A,C\},\{A,D\},\{B,C\},\{B,D\},\{C,D\}\ \right\}} és {\displaystyle {\mathcal {S}}:=\left\{\ \{A,B,C\},\{A,B,D\},\{A,C,D\},\{B,C,D\}\ \right\}} (6 egyenes és négy sík van), akkor így egy Hilbert-féle illeszkedési teret kapunk. Ez a hagyományos euklideszi térben jól szemléltethető egy, az A,B,C,D pontok alkotta tetraéder (pontosabban a tetraédernek és a P-nek metszethalmaza) formájában.
Ezt a struktúrát azért nevezik minimális modellnek, mert az axiómákból következően, nincs olyan Hilbert-féle illeszkedési tér, amely akár kevesebb pontot, akár kevesebb egyenest, akár kevesebb síkot tartalmazna. Ennél több is igaz: bármely Hilbert-féle illeszkedési térnek részstruktúrája a minimális modell, sőt bármely Hilbert-féle illeszkedési tér bármely négy pontja a megfelelő módon definiált egyenesekkel és síkokkal, Hilbert-féle illeszkedési teret alkot.

### Az analitikus modell(ek)
Ekkor P-t a valós számokból képezett rendezett ponthármasok, azaz háromdimenziós vektorok halmazaként definiáljuk: {\displaystyle P=\mathbb {R} ^{3}}. A ponthármasok között koordinátánként értelmezve az összeadást és az ellentettképzést (ahogy a vektorok között), az <A,B> egyenes a következő egyenletet kielégítő pontok halmazaként definiálhatjuk:
<A,B> := {X ∈ P : ∃t ∈R [X = A+t(A+(-B))] }
A síkokat a következőképp lehet definiálni: legyen A,B,C három nem kollineáris (ebből következően, páronként különböző) pont. Ekkor
<A,B,C> := {X ∈ P : ∃α,β ∈R [X = α(A+(-B))+β(A+(-C))] }
Megjegyzés: ez a az ún. háromdimenziós analitikus modell általánosítható úgy is, hogy P = R3 helyett P = Rn-nel (n∈N\{0,1,2}) élünk (n dimenziós analitikus modell).